# Cornelia Linse
Cornelia Linse (ur. 3 października 1959 w Greifswaldzie) – niemiecka wioślarka reprezentująca NRD, srebrna medalistka olimpijska i pięciokrotna medalistka mistrzostw świata.

## Kariera
Wystąpiła na igrzyskach olimpijskich w Moskwie w 1980, gdzie razem z Heidi Westphal zdobyła srebrny medal w dwójkach podwójnych. W finale uplasowały się o 1,36 sekundy za osadą NRD i o 1,28 sekundy przed osadą Rumunii. Był to jej jedyny start olimpijski. Nie brała udziału w igrzyskach olimpijskich w Los Angeles w 1984, z uwagi na bojkot zawodów przez NRD.
Razem z Heidi Westphal zdobyła też złoto w dwójkach podwójnych na mistrzostwach świata w Bledzie (1979). Następnie zdobywała srebrne medale w czwórkach podwójnych ze sternikiem na mistrzostwach świata w Monachium (1981), mistrzostwach świata w Lucernie (1982) i mistrzostwach świata w Duisburgu (1983). Ponadto zwyciężyła w jedynkach na mistrzostwach świata w Hazewinkel (1985).
Z wykształcenia była nauczycielką wychowania fizycznego. Po zakończeniu kariery pracowała jako dziennikarka sportowa. Odznaczona Orderem Zasługi dla Ojczyzny.